# Massimo Rizzante
Massimo Rizzante, né à San Donà di Piave en 1963, est un écrivain italien.

## Biographie
Massimo Rizzante étudie à Urbino, Louvain, Nimègue, Klagenfurt, Paris, Grenade et Tokyo. 
Il prend part de 1992 à 1997, au Séminaire sur le roman européen dirigé par Milan Kundera à Paris. De 2011 à 2013, il enseigne la langue et la littérature italiennes à l'Université de Tokyo des études étrangères puis la littérature contemporaine italienne à l'Université de Trente où, depuis 2006, il dirige le Séminaire international sur le roman (SIR).
Pour les éditions Mimesis,il dirige les collections eLIT et Saggi letterari. En 2011, son ouvrage Non siamo gli ultimi remporte le prix littéraire Stephen Dedalus dans la section Essais. 
Il collabore depuis 1993, à la revue littéraire L'Atelier du roman.

## Œuvres

### Poésies
- 1999 : Lettere d'amore e altre rovine, Biblioteca Cominiana
- 2007 : Nessuno, Manni
- 2013 : Scuola di calore, Effigie

### Essais
- 2009 : Non siamo gli ultimi, Effigie
- 2015 : Un dialogo infinito, Effigie
- 2017 : Il geografo e il viaggiatore, Effigie
- 2018 : L'albero del romanzo, Effigie

### Traductions
- Milan Kundera, La festa dell'insignificanza, Adelphi, 2013
- Osvaldo Lamborghini, Il ritorno di Hartz e altre poesie, Libri Scheiwiller, 2012
- Nikos Kachtitsis, Punto vulnerabile. Quattordici poesie della giovinezza, La Camera Verde, 2012
- Miloš Crnjanski, Lamento per Belgrado, Il Ponte del Sale, 2010
- Milan Kundera, Un incontro, Adelphi, 2009
- Oscar Vladislas de Lubicz-Milosz, Sinfonia di novembre e altre poesie, Adelphi, 2008
- Milan Kundera, Il sipario, Adelphi, 2005